# On My Mind (film 2021)
On My Mind è un cortometraggio del 2021 diretto da Martin Strange-Hansen.

## Trama
Ispirato dall'esperienza del regista dopo il lutto della figlia, il film racconta di un uomo al karaoke che cerca di cantare la canzone country-occidentale "Always on My Mind" che sua moglie ama di più e che simboleggia al meglio il loro legame. 

## Riconoscimenti
- 2022 - Premio Oscar
  - Candidatura per il miglior cortometraggio[4][5]